# Коннектикутский университет

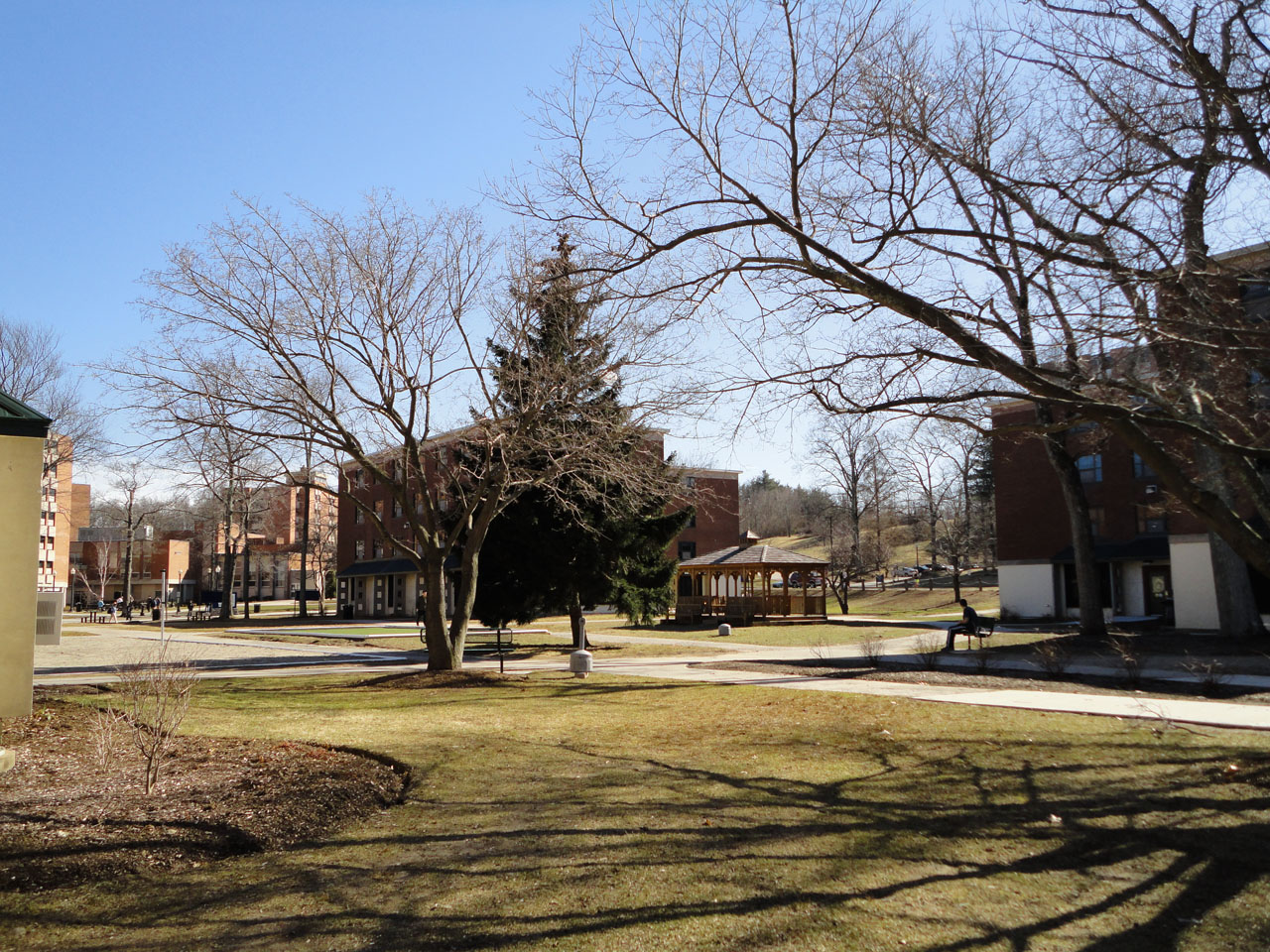
Восточный кампус университета

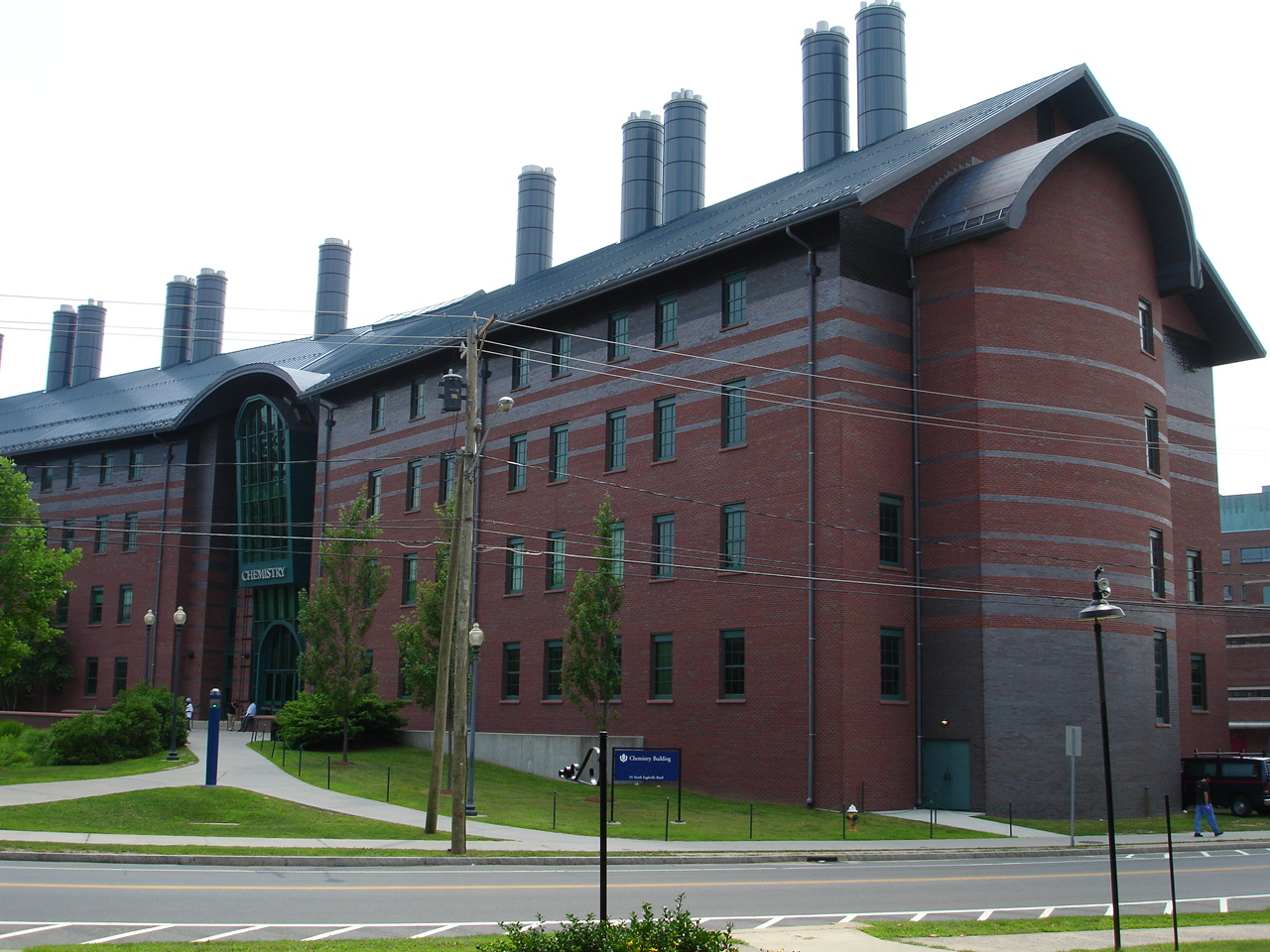
Химический факультет университета

Коннектикутский университет (англ. University of Connecticut; сокращённо — UConn). Основан в 1881 году. Обучается более 32 тысяч студентов, включая более 8 тысяч студентов постдипломного обучения (магистратуры и аспирантуры). В 2023 году занимает 67 место в рейтинге национальных университетов США по версии издания U.S. News & World Report. По Классификации Карнеги учреждений высшего образования является исследовательским университетом с очень высоким качеством образования.

## История
Был основан в 1881 году как Сельскохозяйственная школа Сторрс. Получил имя в честь братьев Чарльза и Августа Сторрс, которые бесплатно передали землю для размещения школы и обеспечили начальное финансирование.
В 1893 году получил название Сельскохозяйственный колледж Сторрс, в 1899 году — Сельскохозяйственный колледж Коннектикута, в 1933 году — Государственный колледж Коннектикута, в 1939 году — Университет штата Коннектикут.
В 1940 году было произведено разделение на отдельные колледжи и школы, отражающие новый университетский статус. В том же году появились факультет социальной работы и школа медсестёр.
Присвоение степени доктор философии начато в 1949 году.
В 1960 году в Фармингтоне был открыт Медицинский центр университета.

## Кампусы
Основной кампус университета находится в Сторсе, который относится к городу Мансфилд (штата Коннектикут), примерно в 45 километрах к востоку от Хартфорда — столицы штата.
Кроме основного кампуса существует пять региональных: Эвери Пойнт (в Гротоне), Хартфорд, Стамфорд, Уотербери и Фармингтон.
Юридический факультет и факультет социальной работы, а также научные и исследовательские подразделения Школы бизнеса находятся в Западном Хартфорде, медицинская и стоматологическая школы — в Медицинском центре университета в Фармингтоне. В кампусе Эвери Пойнт находится научно-исследовательский центр Береговой охраны США.

## Финансирование
Программа государственно-частного партнёрства «UConn 2000» была разработана с целью обновления и расширения возможностей университета и действовала с 1995 по 2005 годы. Финансировалась штатом Коннектикут, студентами и за счёт частных пожертвований.
Программа «UConn 21 век» стала продолжением программы «UConn 2000». По ней планируется вложить миллиард долларов с тем, чтобы реконструировать каждое здание на территории кампуса, в том числе в региональных отделениях.

## Известные выпускники

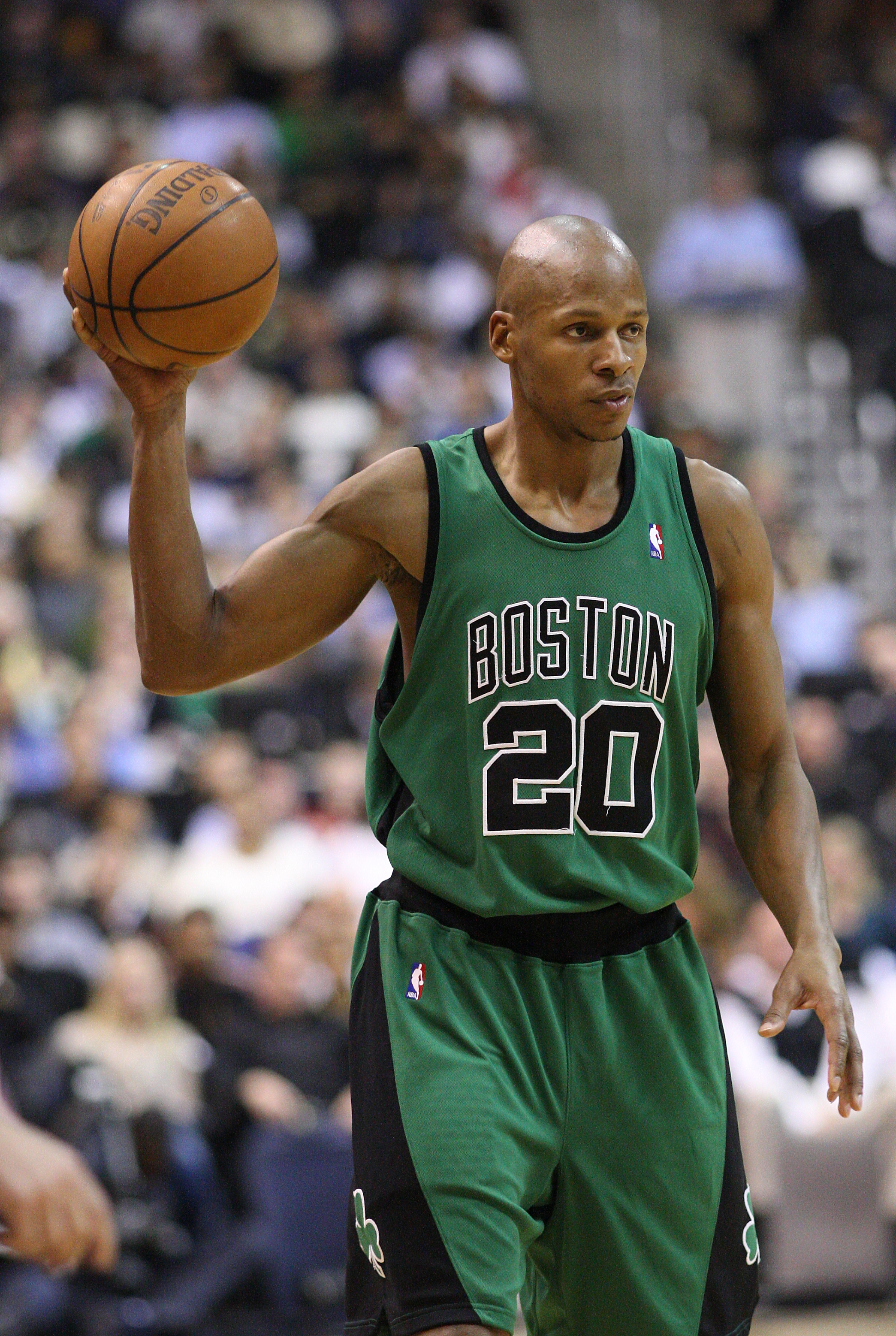
Рэй Аллен

- Рэй Аллен — чемпион НБА (2008, 2013), один из лидеров НБА по трёхочковым броскам за всю историю лиги
- Эдуарт Банфилд — американский политолог
- Кэрон Батлер — чемпион НБА, игрок команды Лос-Анджелес Клипперс
- Руди Гей — игрок НБА, команды Сан-Антонио Спёрс
- Гейл Готье — американская детская писательница
- Роберт Даймонд — президент банка Barclays
- Джулиус Джеймс — тринидадский футболист.
- Дэвид Моррис Ли — американский физик, лауреат Нобелевской премии по физике (1996)
- Джуди Коллинз — американская фолк- и поп-певица
- Моби — американский диджей, певец, композитор, мультиинструменталист и исполнитель
- Эмека Окафор — игрок НБА, команды Вашингтон Уизардс
- Кемба Уокер — игрок НБА, команды Бостон Селтикс
- Тони Тодд — американский актер
- Пейдж Турко — американская актриса
- Сэм Уэбб — председатель Коммунистической партии США
- Джон Феттерман — cенатор США от штата Пенсильвания
- Ричард Хэмилтон — американский профессиональный баскетболист
- Тансу Чиллер — бывший премьер-министр Турции
- Дорон Шефер — бывший игрок сборной Израиля по баскетболу

## Преподаватели
- Алберт Фрэнсис Блексли — американский ботаник и генетик.
- Майрон Крюгер — американский компьютерный художник
- Джулиан Роттер — американский психолог
- Ричард Эберхарт — американский поэт
- Х. Л. Макс Никиас — американский учёный и университетский администратор